# Ishkashim
Ishkashim, eller Eshkashem, (persiska: اشکاشم) är en ort i Afghanistan. Den ligger i provinsen Badakhshan, i den nordöstra delen av landet, vid gränsen mot Tadzjikistan. Ishkashim ligger 3 057 meter över havet och antalet invånare är 12 120.
Ishkashim är administrativ huvudort i distriktet Ishkashim.